# هف مون بی
هف مون بی (به انگلیسی: Half Moon Bay) شهری در شهرستان سن ماتئو ایالت کالیفرنیا است که در سرشماری سال ۲۰۱۰ میلادی، ۱۱۳۲۴ نفر جمعیت داشته است.
ساحل موریکس که در شمال هف مون بی قرار دارد به عنوان یکی از موقعیت‌های مناسب برای موج‌سواری شهرت دارد.